# Tyler Farrar
Tyler Farrar (født 2. juni 1984) er en amerikansk tidligere professionel cykelrytter. Farrar var sprinter og har vundet flere etaper den sidste var 11 etape af Vuelta a España. Han har kørt for forskellige hold som Cofidis fra og derefter skiftede han fra Cofidis til Garmin-Slipstream.

## Sejre
Númmer 1 Vuelta a España 11 etape.
Nummer 1 Vattenfall Cyclassics 1etape.
Nummer 1 Eneco Tour of Benelux 2etape.
Nummer 1 Eneco Tour of Benelux 4etape.
Nummer 1 Tirreno-Adriatico 3 etape.
Nummer 1 Circuit Franco-Belge samlet klassment.
Vundet 1 etape af Circuit Franco-Belge.
Vundet 2 etape af Circuit Franco-Belge.
Vundet point Konkurrencen i Circuit Franco-Belge.
Vundet 1 Delta Tour Zeeland samlet klassement.
Vundet prologen i Delta Tour Zeeland.
Vundet point konkurrencen i Delta Tour Zeeland.
Vundet Bedst placeret unge rytter i Delta Tour Zeeland.